# Veřejně prospěšný poplatník
Veřejně prospěšný poplatník (dále jen „VPP“) je v zákoně č. 586/1992, Sb., o dani z příjmu (dále jen „ZDP“) definován v § 17a jako poplatník, který v rámci své hlavní činnosti nevykonává podnikatelskou činnost, tuto činnost musí mít zakotvenu ve svém zakládajícím dokumentu. Mezi VPP patří zejména spolky, nadace a nadační fondy, ústavy, veřejné vysoké školy aj.
Daňová soustava v České republice dělí daně do kategoriích daní přímých a nepřímých. Daň z příjmu, ve které je veřejně prospěšný poplatník právně upraven, patří do skupiny daní přímých, specificky do kategorie daních důchodových. Zákon o dani z příjmu se vztahuje na fyzické osoby i právnické osoby. Nejprve jsou v něm definovány ustanovení pro zdanění fyzických osob, poté ustanovení pro zdanění právnických osob, kam patří i veřejně prospěšní poplatníci, v neposlední řadě a v největším rozsahu zákona jsou společná ustanovení pro obě ze dvou výše uvedených skupin.

## Režimy zdanění
V ZDP nalezneme tři režimy zdanění u nestátních neziskových organizací:
1.      Neziskové organizace, které nejsou považovány za veřejně prospěšné poplatníky
Především se jedná o profesní komory, rodinné nadace a společenství vlastníků jednotek, u kterých je režim zdanění nastaven stejně jako u obchodních korporací.
2.      Veřejně prospěšní poplatníci se širokým základem daně
Do této kategorie patří hlavně veřejné vysoké školy, veřejné výzkumné organizace, poskytovatelé zdravotních služeb aj. V ZDP jsou tyto subjekty taxativně vymezeny. U této kategorie jsou předmětem daně všechny příjmy vyjma příjmů z investičních dotací. V procesu výpočtu daňové povinnosti poplatníka, mohou tyto subjekty uplatnit odpočet dle § 20 odst. 7, dále mají rozšířené možnosti uplatnit náhrady pohonných hmot paušálem dle § 24 odst. 2 písm. zt), navíc si mohou uplatnit ztrátu minulých období jako odčitatelnou položku dle § 34 odst. 3 ZDP.
3.      Veřejně prospěšní poplatníci s úzkým základem daně
V této kategorii se nachází všechny ostatní VPP, kteří nebyli zařazeni do žádné z předchozích kategorií. V této kategorii je zjištění základu složitějším procesem. Výchozím krokem je rozdělení hlavní a hospodářské činnosti.

## Kategorizace příjmů
Každý VPP musí své příjmy nejprve roztřídit na příjmy které jsou nebo nejsou předmětem daně. Pokud tyto příjmy jsou předmětem daně, pak zohlednit, jestli je daný příjem osvobozen nebo je zdaněn srážkou zvláštní sazbou daně.
Jak už bylo napsáno dříve, nejprve musí poplatník roztřídit své příjmy na příjmy pocházející z hlavní a hospodářské činnosti. Pokud jsou příjmy z hlavní činnosti ziskové, tudíž po odečtení nákladů k nim příslušejících, je zůstatek kladný, musí být tyto příjmy přeúčtovány do hospodářské činnosti. Vždy je toto posuzováno za každou podkategorii činností spadajících do hlavního poslání poplatníka.
A)    Příjmy, které jsou předmětem daně vždy nebo jsou zdaněny podmíněně
VPP vždy daní příjmy z reklam, členský příspěvků, úroků a nájemného. Podmíněně zdaněny jsou příjmy z hlavní činnosti, tedy pokud je hlavní činnost zisková.
B)    Příjmy, které nejsou předmětem daně
Předmětem daně u VPP není ztrátová hlavní činnost, dotace, příspěvky, podpory z veřejných rozpočtů, podpora z Vinařského fondu, výnos daně, poplatku plynoucí obci nebo kraji, nájem a prodej státního majetku, příjmy získané z tzv. církevních restitucí, dále dle § 18a ZDP. Pro VPP s úzkým základem daně to platí zcela, pro VPP se širokým základem daně neplatí ustanovení o ztrátové hlavní činnosti a nejsou pro něj příjmem ke zdanění příjmy z investičních dotací.
C)    Příjmy, které jsou od daně osvobozeny nebo zdaněny zvláštní srážkou daně
U VPP jsou od daně z příjmů osvobozeny zejména příjmy plynoucí ze členských příspěvků a bezúplatně nabytých příjmů.
Členské příspěvky jsou osvobozeny v případech, kdy jsou ustanoveny v zakládajícím dokumentu subjektu. Tyto členské příspěvky nesmějí býti podmínkou k podnikání nebo vykonávání činnosti. Spolkem, který není organizací zaměstnavatelů, odborovou organizací ani hnutím, profesní komorou s nepovinným členstvím, s výjimkou Hospodářské a Agrární komory ČR, jsou příspěvky také osvobozeny. U posledních dvou zmíněných nejsou členské příspěvky osvobozeny, protože ten, kdo jej hradí, si je může uplatnit jako daňově účinný náklad.
Bezúplatné příjmy jsou od daně z příjmů osvobozeny v případech, kdy je příjemcem VPP. U VPP je tento příjem osvobozen, pokud je poplatník užije na vědu, vzdělávání, výzkum, vývoj, kulturu, školství, ochranu a podporu mládeže, sociální, zdravotní, ekologické, humanitární a charitativní účely, dále pokud je poplatník využije na kapitálové dovybavení aj. dle § 15 odst. 1 nebo § 20 odst. 8 ZDP. Poplatník má na výběr, zda osvobodí nebo ne, toto rozhodnutí nelze zpětně změnit.
V souvislosti s osvobozeným příjmem jsou náklady vždy považovány za daňově neúčinné.
Příjmy zdaněné srážkovou daní jsou v obecném měřítku definovány v § 36 ZDP. U VPP je uvedena specifikace v § 36 odst. 9 ZDP týkající se úrokových příjmů. Toto ustanovení se nevztahuje na VPP se širokým základem daně, obce a kraje. Zvláštní sazba daně činí 19 %. V praxi daň odvede banka. Vztahuje-li se na poplatníka povinnost podat daňové přiznání, tyto příjmy musí vyloučit ze zdanitelných příjmů.

## Transformace výsledku hospodaření na základ daně, výpočet daňové povinnosti
Výsledek hospodaření (VH) je určen rozdílem výnosů a nákladů (pokud poplatník vede účetnictví) nebo rozdílem příjmů a výdajů. U VPP platí zákaz kompenzace ztrát mezi jednotlivými činnostmi.
Základ daně (ZD) je definován jako rozdíl mezi příjmy a výdaji. Jedná se tedy o proces transformace výsledku hospodaření, který je dán přesným procesem. Nejprve se VH navýší o položky zvyšující ZD, poté se sníží o položky snižující ZD. Tyto úpravy nám dají ZD nebo daňovou ztrátu. Poté se pokračuje snížením o:
·        odčitatelné položky dle § 34 ZDP,
·        položky snižijící ZD dle § 20.
Takto získaný ZD se zaokrouhlí na celké tisíce korun dolů a vynásobí příslušnou sazbou daně, která v současné době činí 19 %. Od takto vypočtené daně se odčítají slevy na dani dle § 35 ZDP. Touto poslední operací se získá daňová povinnost poplatníka, od které se odčítají zaplacené zálohy a dostane se tak daň k úhradě nebo přeplatek na dani. 

### Specifikace úprav VH na ZD u VPP
Pro potřebu veřejně prospěšných poplatníků je potřeba větší identifikace výše popsaných kroků:
A)   Položky zvyšující základ daně
V této kategorii jsou specifikovány příjmy, které jsou neoprávněně kráceny, nedaňové náklady aj. Neoprávněně krácenými příjmy jsou dle § 23 odst. 3 ZDP u VPP zejména:
·        v minulých zdaňovacích období uplatněné osvobozené příjmy a přijatá bezúplatná plnění, pokud byly porušeny podmínky jejich využití,
·        částka, o kterou byl v minulých zdaňovacích období ponížen základ daně dle § 20 odst. 7 ve výši nevyčerpané úspory, došlo-li k porušení podmínek čerpání nebo ukončení činnosti.
Dále se v tomto kroku rozlišuje mezi daňovými a nedaňovými náklady, které jsou definovány v § 24 a § 25 ZDP. Obecná úprava je na rozsah i pochopení velmi široká. Pro VPP platí víceméně všechna u stanovení, pokud není uvedeno jinak.
Specifická úprava v oblasti daňově účinných nákladů se VPP týká zejména v § 24 odst. 2 písmene zr) a zt).
Úprava písmene zr) se týká výdajů veřejných vysokých škol a veřejně výzkumných organizací na tvorbu fondu kulturních a sociálních potřeb max. do 1,5 % úhrnů vyměřovacích základů zaměstnance na sociální pojištění. U veřejných vysokých škol se tato úprava vztahuje i na tvorbu fondu provozních prostředků a stipendijního fondu.
Na VPP se širokým základem daně dopadá navíc úprava písmene zt), kdy si mohou uplatnit paušální náhrady na dopravu silničním motorovým vozidlem. Výše této paušální částky je stanovena na 5000 Kč na jedno vozidlo za každý kalendářní měsíc, kdy je využíváno k dosažení a udržení příjmů. Použití tohoto paušálu je omezeno na maximálně 3 vozidla evidované v obchodním majetku.
V oblasti nedaňových nákladů je specificky upravena problematika nákladů na dosažení úroků, které jsou u VPP zdaněny srážkovou daní. Přestože se jedná o náklady související s vyloučeným příjmem, tyto náklady nebudou vyloučeny, na VPP se totiž nevztahuje ustanovení § 25 odst. 1 písm. i), pokud jsou příjmy z úroků uplatněny na kapitálové dovybavení. Na VPP taktéž nedopadají ustanovení § 25 odst. 1 písm. w) a zl) týkající se finančních výdajů.
B)   Možnosti snížení základu daně
V oblastí položek snižujících základ daně dopadá na VPP obecná úprava § 23 ZDP. Zejména se jedná o vyloučení osvobozených příjmů a příjmů zdaněných zvláštní srážkou daně.
Odčitatelnými položkami dle § 34 mimo jiné jsou odpočet daňové ztráty, odpočet výdajů při realizaci projektů výzkumu a vývoje a odpočet na podporu vzdělávání. Daňovou ztrátu si mohou uplatnit pouze VPP se širokým ZD po dobu 5 let následujících po období, kdy ztráta vznikla. U VPP s úzkým základem daně může být daňová ztráta uplatněna pouze na tu část základu daně, která plyne z hospodářské činnosti. Odpočty výdajů na realizaci projektů výzkumů a vývoje a odpočtů na podporu vzdělávání nejsou specificky upraveny pro VPP, vztahuje se tedy na ně obecná úprava příslušných ustanovení.
Položkami snižující základ daně dle § 20 odst. 7 se rozumí tzv. reinvestiční odpočet, který byl nahrazen tzv. 30 % odpočtem, který je uplatňován dodnes. Podstatou tohoto ustanovení je, že se vypočtený základ daně snižuje o 30 % tohoto základu daně při minimální výši 300 000 Kč, maximální hodnotou tohoto odpočtu je samostatná výše základu daně nebo hranice 1 000 000 Kč. Veřejná vysoká škola, obecně prospěšná společnost nebo ústavy, které jsou soukromou vysokou školou mohou uplatnit tento odpočet v minimální výši 
1 000 000 Kč maximálně do výše 3 000 000 Kč. Tímto odpočtem se nemůže poplatník dostat do ztráty ale pouze na nulovou hladinu výše základu daně. Takto vzniklou daňovou úsporu (hodnota odpočtu*aktuální sazba daně) musí v bezprostředně následujících 3 zdaňovacích období využít ke krytí výdajů souvisejících s nepodnikatelskou činností. Pokud tato podmínka není splněna musí být v posledním zdaňovacím období navýšen základ daně o nevyčerpanou úsporu. Důkazní břemeno leží na poplatníkovi.